# Ben Mbemba
Ben Mbemba Mangaka (Kinshasa, 6 augustus 1982) is een voormalige Belgische profvoetballer van Congolese afkomst. Hij is een spits die bij het Nederlandse VVV-Venlo en diverse profclubs in België heeft gespeeld. Met ingang van het seizoen 2014-2015 speelde hij voor Eerste provinciale Oost-Vlaanderen KE Appelterre-Eichem, de club van Wesley Sonck.

## Statistieken
| Seizoen | Club              | Land      | Competitie      | Wed. | Goals |
| ------- | ----------------- | --------- | --------------- | ---- | ----- |
| 2000/01 | RSC Anderlecht    | België    | Eerste klasse   | 0    | 0     |
| 2001/02 | RSC Anderlecht    | België    | Eerste klasse   | 0    | 0     |
| 2002/03 | VVV               | Nederland | Eerste divisie  | 21   | 2     |
| 2003/04 | FC Denderleeuw EH | België    | Tweede klasse   | 16   | 6     |
| 2003/04 | RFC Tournai       | België    | Derde klasse B  | 14   | 7     |
| 2004/05 | SV Bornem         | België    | Derde klasse A  | 29   | 11    |
| 2005/06 | Racing Mechelen   | België    | Derde klasse A  | 25   | 8     |
| 2006/07 | KV Turnhout       | België    | Derde klasse A  | 28   | 9     |
| 2007/08 | KV Turnhout       | België    | Derde klasse B  | 27   | 11    |
| 2008/09 | KV Turnhout       | België    | Derde klasse B  | 28   | 5     |
| 2009/10 | KVK Tienen        | België    | Tweede klasse   | 9    | 0     |
| 2010/11 | URS Centre        | België    | Derde klasse B  | 2    | 0     |
| 2010/11 | Berchem Sport     | België    | Vierde klasse B | ?    | 3     |
| 2011/12 | Berchem Sport     | België    | Vierde klasse B | ?    | 11    |
| 2012/13 | KSV Temse         | België    | Derde klasse A  | 32   | 3     |
| 2013/14 | TK Meldert        | België    | Vierde klasse B | ?    | 1     |